# 金融債
金融債（きんゆうさい）とは、金融機関が特別の法律の根拠に基づいて発行する債券のこと。金融商品取引法においては、いわゆる特別法人債（金融商品取引法第2条1項3号、2項）に分類される。

## 概要
現行法上は、長期信用銀行債、合併転換法上の特定社債ないし債券（長期信用銀行と合併した普通銀行の発行するもの、長期信用銀行から転換した普通銀行の発行するもの、および、外国為替銀行と合併した普通銀行の発行するもの）、農林債、商工債、および全国連合会債がある。また、かつては、外国為替銀行の債券なども存在した。
利息の有無により、利付債、割引債の2種類に分類可能である。発行の利率は長期プライムレートを基準としている。また、発行形態の違いにより、売出債と募集債の2種類に分類することも可能である。
かつては銀行の定期預金の期間に制限があったこと(最長3年)、1999年10月まで普通銀行に社債発行が認められていなかったことから、金融債（長期信用銀行債または外国為替銀行の債券）は、銀行（長期信用銀行または外国為替銀行）が、金融市場から長期資金を得るための唯一の手段であった。しかし銀行の資金獲得手段が増えたことから、1994年には80兆円近くにのぼった発行残高も、2003年には30兆円を切るほどまで縮小し、金融債の存在は徐々に薄らいできている。また、かつて金融債を発行していた長期信用銀行や外国為替銀行は普通銀行に転換し（あるいは、既存の普通銀行に吸収合併された）、その際の法律上の経過期間である転換後10年の発行可能期間も終了したことから、2016年4月時点では、商工組合中央金庫、農林中央金庫、信金中央金庫の3組織のみ金融債の発行が可能である。
金融債は預貯金と類似しているが、預貯金口座はマネーロンダリングや脱税などの違法行為に使用されないように、開設時に開設（名義）者の身元を公的身分証明書などで確認を必要とするのに対し、一部の金融債は購入する際の身元確認は不要かつ無記名で購入でき、巨額の現金を債券に圧縮できた事から、脱税などの手段（隠し金など）に使われていた。その後は法律や財務省（旧大蔵省）の指導などにより購入には身元確認が必要になっている他、債券の現物販売を取りやめてペーパーレス化（いわゆる「保護預り」）することにより、権利移転の流れを容易に監視できるようにしている。

## 現状
2000年代以前は後述する「ワリ～」「～ワイド」「リツ～」といった商品名で個人向けの売出債が発行され、日本経済新聞を中心とした全国紙に広告されたりテレビコマーシャルも流されていて、発行金融機関や証券会社の窓口で購入が可能であったが、2015年時点では個人が新規で購入できる売出債はなく、法人向けの募集債が一部残存するのみである。

## 総合口座
発行金融機関によっては、債券総合口座（通帳）というものがあり、その通帳の保護預り口座に金融債を預けると、一般の総合口座（定期預金・公共債etc.）と同じく購入債券を担保に出来、担保金融債の償還日まで一定額の範囲で債券総合普通預金の当座貸越が利用できる。
なお債券総合口座の無い金融機関でも、一般の総合口座に保護預り口座を組み入れる事で同じく当座貸越利用が可能である。

## 種類
※一般向け売出債として発売されていた当時のものである。
利付金融債
「リツ○○」といった商品名で発行されるもの。償還期間は一般的には5年。利息は半年毎に支払われるほか、利息を満期まで半年複利で運用し、満期時に元金と利息を受け取る利子一括払型（通称「……ワイド」）も取り扱っている。（旧東京銀行では、利息が半年毎に支払われるものが「リットー」で、他機関で「……ワイド」に相当する商品は「ハイジャンプ」と称し、いずれも償還期間3年であった。）。1万円から購入可能。
利付金融債は預金保険法の対象にならないが、「ワイド」は商工組合中央金庫（「リッショーワイド」）を除いて対象となる。
割引金融債
「ワリ○○」といった商品名で発行されるもの。償還期間は1年。
利付債同様、額面1万円から購入できる（割引債であるので、購入価格は額面を下回る）。
税率が18%であるため、同条件であれば、一般的な金融商品（税率20%）より税引後手取金が高くなる。
割引金融債は預金保険法の対象にならない。ただし、みずほ銀行の「ワリコーアルファ」、あおぞら銀行の「あおぞらスーパー」のように、通常の割引債より利率が下がるが預金保険法の適用になる商品を用意している金融機関もある。

## 発行金融機関・名称
※2007年3月28日現在
- みずほ銀行の金融債取扱店舗（売出債は、2007年3月後半債で終了。その後は、下記財形貯蓄型利付債のみであったが、こちらも2011年3月に終了。財形貯蓄型については、金融債取扱店舗を通して、丸の内中央支店を口座店として一括して取り扱う形式であった。特例期限の1年前にあたる2011年3月後半債まで発行し、以後は、発行済みの財形貯蓄型金融債の繰上げ償還を含め、順次財形定期預金に切り替える方針）
  - 財形貯蓄型リッキー（利付債）、財形貯蓄型リッキーワイド（利子一括払型利付債）
- 新生銀行（現・SBI新生銀行）
  - 売出債は「リッチョーワイド」を残すのみとなっており、2013年4月後半債をもって発行停止。
  - リッチョーワイド
- あおぞら銀行（以下に挙げる売出債については2011年9月27日(9月後半債)を以って発行停止。2016年5月実施の勘定系システムのBeSTAcloudへのリプレースに先立ち、期限前のリッシンワイドについては、2015年までに買入消却の措置が取られた。募集債については、最長で2016年3月後半債をもって発行停止）
  - リッシン（利付債）、リッシンワイド（利子一括払型利付債）、ワリシン（割引債）、あおぞらスーパー（保護預り専用・預金保険法対応型割引債）
- 信金中央金庫（利付債のみ）
  - リツレン（個人向けの売出債ではない）
- 商工組合中央金庫（商工中金、2012年12月27日発行分を以って発行停止）
  - リッショー、リッショーワイド、ワリショー

### 発行停止金融機関・名称
※2018年4月現在
- みずほ銀行の金融債取り扱い店舗（旧日本興業銀行の業務を継承し、同行本支店を継承した店舗で取扱。財形貯蓄型金融債（財形貯蓄型リッキー、財形貯蓄型リッキーワイド）を除き、2007年3月後半債をもって発行停止）
  - リッキー（利付債）、リッキーワイド（利子一括払型利付債）、ワリコー（割引債）、ワリコーアルファ（保護預り専用・預金保険法対応型割引債）
- みずほコーポレート銀行（現・みずほ銀行）（2006年3月17日をもって募集停止。3月27日付けで発行停止）
  - みずほコーポレート銀行債券（期間5年）（法人・機関投資家向け利付募集債）
- 三菱東京UFJ銀行（2021年現在は三菱UFJ銀行）の債券取扱店舗（東京三菱銀行時代の2002年3月28日をもって発売停止）
  - リットー、ワリトー、ハイジャンプ（3年で償還される利子一括払型利付債）
- 新生銀行（現・SBI新生銀行）
  - リッチョー、ワリチョー（2004年10月27日をもって発売停止、リッチョーワイドは2013年4月まで発行継続。2018年4月までに償還）
- 農林中央金庫（2006年3月27日をもって発行停止。ただし、募集債としての利付農林債は発行継続）
  - リツノー、リツノーワイド、ワリノー

## 発行根拠規定等
現行法上の各金融債の発行の根拠規定は次の通り。
| 金融債の法令上の名称 | 発行金融機関の属性                                 | 発行金融機関の名称                                       | 金融債発行の根拠規定 |
| -------------------- | -------------------------------------------------- | -------------------------------------------------------- | --- |
| 長期信用銀行債       | 長期信用銀行                                       | N/A                                                      | 長期信用銀行法8条 |
| （債券）             | 長期信用銀行と合併した普通銀行で認可を受けたもの   | 株式会社みずほ銀行                                       | 会社法の施行に伴う関係法律の整備等に関する法律200条1項によりなお従前の例によることとされる同法199条による改正前の金融機関の合併及び転換に関する法律17条の2第1項                                     |
| （債券）             | 長期信用銀行と合併した普通銀行で認可を受けたもの   | 株式会社みずほコーポレート銀行（現・株式会社みずほ銀行） | 会社法の施行に伴う関係法律の整備等に関する法律200条1項によりなお従前の例によることとされる同法199条による改正前の金融機関の合併及び転換に関する法律17条の2第1項                                     |
| 特定社債             | 長期信用銀行と合併した普通銀行で認可を受けたもの   | N/A                                                      | 金融機関の合併及び転換に関する法律8条1項 |
| （債券）             | 長期信用銀行から転換した普通銀行で認可を受けたもの | 株式会社新生銀行（現・株式会社SBI新生銀行）              | 会社法の施行に伴う関係法律の整備等に関する法律200条1項によりなお従前の例によることとされる同法199条による改正前の金融機関の合併及び転換に関する法律24条1項により準用される同法17条の2第1項          |
| （債券）             | 長期信用銀行から転換した普通銀行で認可を受けたもの | 株式会社あおぞら銀行                                     | 会社法の施行に伴う関係法律の整備等に関する法律200条1項によりなお従前の例によることとされる同法199条による改正前の金融機関の合併及び転換に関する法律24条1項により準用される同法17条の2第1項          |
| 特定社債             | 長期信用銀行から転換した普通銀行で認可を受けたもの | N/A                                                      | 金融機関の合併及び転換に関する法律55条4項により準用される同法8条1項 |
| （債券）             | 外国為替銀行と合併した普通銀行で認可を受けたもの   | 株式会社三菱UFJ銀行                                      | 金融システム改革のための関係法律の整備等に関する法律附則169条によりなお効力を有するものとされる同法附則168条による改正前の金融機関の合併及び転換に関する法律17条の2第1項                            |
| （債券）             | 外国為替銀行から転換した普通銀行で認可を受けたもの | N/A(旧法における株式会社東京銀行を想定)                  | 金融システム改革のための関係法律の整備等に関する法律附則169条によりなお効力を有するものとされる同法附則168条による改正前の金融機関の合併及び転換に関する法律24条1項により準用される同法17条の2第1項 |
| 商工債               | 株式会社商工組合中央金庫                           | 株式会社商工組合中央金庫                                 | 株式会社商工組合中央金庫法33条 |
| 農林債               | 農林中央金庫                                       | 農林中央金庫                                             | 農林中央金庫法60条、62条の2 |
| 全国連合会債         | 全国を地区とする信用金庫連合会（全国連合会）       | 信金中央金庫                                             | 信用金庫法54条の2の4、54条の4 |

2015年時点では、法律上は商工組合中央金庫、農林中央金庫、信金中央金庫の3組織のみ金融債の発行が可能である（ただし、前述のように一般向けの売出債はすべて発行を終了している）